# Lostau
Lostau è una frazione (Ortsteil) del comune tedesco di Möser, situato nel circondario di Jerichower Land, nel land della Sassonia-Anhalt.
Fino al 31 dicembre 2009 Lostau era un comune autonomo.